# Дунайський десант
Дунайський десант відбувся 24—25 червня 1941 року, був висаджений радянською Дунайською річковою флотилією на румунському березі Дунаю в самому початку нацистсько-радянської війни; утримувався до 19 липня.

## Передуючі обставини
Румунія Йона Антонеску у змові з нацистською Німеччиною вранці 22 червня 1941 року здійснює напад на СРСР. З румунського боку з ранку 22 червня вівся артилерійський обстріл та авіаційні бомбардування радянських міст на дунайському березі — Вилково, Ізмаїл, Кілія, Рені та головної бази Дунайської флотилії. В тому ж часі румунські сили намагалися форсувати Дунай у кількох місцях, проте були відкинуті на свою територію. На румунсько-радянському відтинку дунайського берега встановилося відносне затишшя, оскільки головний удар коаліціянтів проводився північніше.
Дунайська військова флотилія, котрою командував контр-адмірал Микола Абрамов, нараховувала дивізіон моніторів — 5 бойових одиниць, дивізіон бронекатерів — 22 одиниці, 7 катерів-тральщиків, 6 напівглісерів, 1 мінний загороджувач та допоміжні кораблі — 12 різнотипних катерів та шхун, 2 колісні буксири, 1 штабний корабель, 1 плаваюча майстерня, 1 госпітальний корабель. Окрім того, в підпорядкуванні флотилії була 46-й окремий артилерійський дивізіон, 17-а кулеметна рота, окрема стрілецька рота, Дунайський сектор берегової охорони — 6 батарей різновеликого калібру, та 14 винищувачів 96-ї винищувальної авіаційної ескадрильї (40 літаків І-153).
На цьому відтинку оборону тримав 79-й прикордонний загін, який у своєму складі мав дивізіон морської прикордонної охорони НКВС — 25 малих річкових катерів, що в перший день війни були переведені в оперативне підпорядкування флотилії, 4 катери зразка «морський мисливець», та 51-ша Перекопська стрілецька дивізія, зокрема під Кілією — 23-й полк стрілецької дивізії.
Після невдалого старту 22 червня румунські сили значно посилюють обстріл радянської території. По наполегливих вимогах командира 23-го стрілецького полку майора П. Н. Сироти 23 червня генерал П. Г. Цирульников дає дозвіл на висадження десанту на румунському боці Дунаю поблизу містечка Кілія-Веке — для знищення артилерійських батарей, що там знаходилися. До цього рішення прилучилася й та психологічна складова, що з 22 червня диверсійні та розвідувальні загони прикордонників декілька разів вдало переправлялися через Дунай, захоплюючи полонених та знищуючи дрібні румунські підрозділи.

## Десантування 24 червня

Міни зразка «Р-1»

Перед учасниками десанту ставилося завдання захопити румунські військові укріплення поблизу мису Сатул-Ноу. Загону десантування виділялося 4 бронекатери, з котрими мав взаємодіяти загін артилерійської підтримки — монітор «Ударний» та «Мартинов». До складу десанту було виділено зведену роту прикордонників, кулеметну та стрілецьку роту; в артилерійській підтримці десанту були 3 батареї на радянському березі Дунаю. Десантні сили збиралися в Кислицькій затоці.
Світлий час доби 23 червня велася радянська артилерійська підготовка, з кораблів Дунайської флотилії здійснено упереджувальне виставлення мінних загороджень, зокрема мінами зразка «Р-1» під керівництвом капітан-лейтенанта Н. Іссарєва.
Вранці 24 червня після артилерійської підготовки радянський десант висаджується в планованому місці. У швидкоплинному бою 2 румунські роти, що там знаходилися, були розбиті, полонено до 70 вояків та старшин. Задля розширення десанту висаджується на захоплений плацдарм стрілецький батальйон 51-ї дивізії; радянськими силами румунський мис Сатул-Ноу був зайнятий. Керівництво радянського десанту доповідало, що вбитих не було, до 10 бійців отримало поранення.
Після такого втішного початку радянське керівництво намагається розвинути досягнутий успіх та готує до висадження на румунському березі другий десант безпосередньо поблизу Кілія-Веке, котрий мав висаджуватися на 10 прикордонних катерах та 4 бронекатерах; командиром десанту призначався командуючий Кілійської групи кораблів капітан-лейтенант І. К. Кубишкін. Для артилерійської підтримки планом виділялися значні сили; десантуватися мали три батальйони 23-го стрілецького полку.

## Головний десант та подальші дії на плацдармі
Пізно ввечері 25 червня почався радянсько-румунський бій за Кілія-Веке, через наявність малої кількості кораблів десант висаджувався поступово, по одному батальйону. Нічне висадження застало румунів зненацька, катери з червоноармійцями були помічені надто пізно; артилерійським вогнем було 2 катери пошкоджено, однак висадження десанту на румунський берег відбулося. Румунський гарнізон не зміг здійснити належного опору, виникла паніка; до 10 годин ранку 26 червня червоноармійці цілком перебрали контроль, було зайнято Кілія-Веке, Сатул-Ноу, Пардіна, острови Татару та Даллер. Було зайнято плацдарм глибиною до 3 кілометрів та вздовж — до 4 км; розбито посилений артилерією румунський піхотний батальйон та прикордонний пост, було вбито близько 200 солдатів та офіцерів противника, полонено від 500 до 720 (в різних джерелах), румуни ж зазначали про 412 полонених — разом з осадниками, захоплено понад 1000 гвинтівок, 30 кулеметів, 8 гармат. Радянські джерела стверджували, що втрати склали 5 червоноармійців вбитими та 7 пораненими, хоч вбитих було за той день не менше 100.
Протягом 26 червня на румунському березі висаджуються катерами Дунайської флотилії невеликі підрозділи 51-ї дивізії, що зайняли стратегічно важливі села та вулиці; два плацдарми об'єднані в один. Обидва береги Кілійського гирла — від гирла річки Рапіди до Периправи, протяжність до 70 кілометрів — перейшли під радянський контроль. Ізмаїльська група кораблів отримала можливість ефективно підтримувати сухопутні частини. Однак через несприятливий перебіг становища на нацистсько-радянському фронті не було можливості розраховувати на прибуття підкріплень та продовження наступу вглиб румунської території. Командир дивізії наказує в терміновому порядку закріпитися на зайнятих позиціях та утримувати плацдарм. Для посилення плацдарму було перекинуто кілька підрозділів 23-го стрілецького полку в Кілія-Веке; румуни бомбардували з гідролітаків Savoia-Marchetti S.55, були загиблі з обидвох сторін.
27 та 29 червня було відбито спроби зайняти румунами радянський плацдарм. 27 червня 5 румунських моніторів рушили до плацдарму з Галаца, до ночі почали обстріл румунські батареї з Галаца, Тулчі та Ісакчі, проте, натрапивши на мінні загородження, відійшли.
28 червня Ренійська група Дунайської флотилії прорвалася в озеро Кагул, де мала кращий прихисток від румунських моніторів, продовжуючи при цьому вогневу підтримку десантників.
30 червня плацдарм був обстріляний з румунських кораблів, відбувалися атаки противника з плавнів — до трьох батальйонів, починають напівкільцем оточувати, після втручання радянських катерів румунські вояки відходять. У вечірньому зведенні радянському командуванню число атакуючих румунів дивовижним чином зросло до 2 полків.
З 1 липня румунські сили переходять в наступ, того дня 1 катер потоплено і 1 пошкоджено. Особливо жорсткі бої тривали 3, 4 та 6 липня; загалом із значними втратами було відбито 18 великих румунських атак.
8 липня група кораблів капітан-лейтенанта Кринова проривається в Ізмаїл — понад 40 кілометрів під обстрілом.
9 липня бійцям на плацдармі керівництво повідомило, що проти них зосередилося до 6000 румунських вояків, до десанту терміново перекидається Ізмаїльський винищувальний батальйон — до 600 бійців.
11 липня радянські бійці спробували розширити плацдарм, проте були виявлені, це коштувало життя 18 воякам, 20 були поранені.
Після успішних дій румунських сил на території УРСР створюється загроза північному флангу та тилам радянського Південного фронту, 16 липня румуни займають Кишинів; з наказу командування плацдарм бійці покидають. 19 липня останні бійці десанту кораблями Дунайської флотилії відпливли до Одеси.
При підтримці десанту на плацдармі флотилія втратила від вогню ворожої артилерії потопленими 4 катери та 1 — від авіаудару.
79-й прикордонний загін з 22 червня по 2 липня полонив 665 румунських солдатів та офіцерів, було вбито 327, поранено до 100, збито 8 літаків, захоплено 15 гармат, загинуло 10 червоноармійців, поранено 11.

## Значення десанту
Дунайський десант був першим, здійсненим радянськими військами в перебігу нацистсько-радянської війни; в ідеологічно коректованій радянській літературі йому приписувалося перебільшено серйозне значення — мало що дії на плацдармі не зірвали румунський наступ узбережжям Чорного моря на Одесу. Насправді дії десантів мали тактичне значення — припинилися обстріли прибережних міст та головної бази флотилії, збереження майна та матеріальної частини флотилії, відтягування на себе значних сил противника. Окрім того успішність операції мала певний стимулюючий вплив з огляду на суцільні катастрофічні бої нацистсько-радянського фронту.